# شومبي يامازاكي
شومبي يامازاكي (باليابانية:山崎 舜平، ولد في 1942) مخترع ياباني ورئيس شركة سيميكونداكتور إينرجي لابوراتوري في أتسوجي. تفوق على توماس إديسون في عدد براءات الاختراعات فقد بلغت اختراعاته 3245 بينما إديسون 2332 اختراع. من منجزاته تطوير الآلية الأساسية للذاكرة الثابتة في الحاسب الآلي.